# Polyommatus kashgharensis
Polyommatus kashgharensis is een vlinder uit de familie van de Lycaenidae. De wetenschappelijke naam van de soort is voor het eerst geldig gepubliceerd in 1878 door Frederic Moore.

## Ondersoorten
- Polyommatus kashgharensis kashgharensis
  - = Polyommatus yarkundensis Moore, 1878
- Polyommatus kashgharensis bienerti Bálint, 1992
  - = Lycaena persica Bienert, 1870
- Polyommatus kashgharensis szabokyi Bálint, 1989
  - = Polyommatus icarus korshunovi Gorbunov, 1995
- Polyommatus kashgharensis turanicus Heyne, 1895